# Гасанов, Готфрид Алиевич
Готфрид (Джабраил) Алиевич Гаса́нов (лезг. Готфрид Алидин хва Гьасанрин; 1900—1965) — советский композитор, Заслуженный деятель искусств РСФСР (1960). Лауреат двух Сталинских премий (1949, 1951). Автор первой дагестанской оперы «Хочбар». Основоположник дагестанской профессиональной музыкальной культуры.

## Биография
Родился 18 апреля (1 мая) 1900 год в Дербенте, лезгин по национальности.
В 1926 году окончил ЛГК имени Н. А. Римского-Корсакова по классу фортепиано у M. H. Бариновой; по классу композиции занимался у В. П. Калафати. В том же году организовал в Буйнакске (Дагестан) первое музыкальное училище. Преподавал фортепиано в Махачкале, Самаре, Ленинграде; выступал с сольными концертами как пианист.
Г. Гасанов возглавил первую музыкально-художественную экспедицию по собиранию народной музыки. Экспедиция, отправившись из Буйнакска, прошла по маршруту Аракани — Кудутль — Гергебиль — Могох — Хунзах — Чох — Согратль. В ходе экспедиции был собран большой объём материала: 120 поэтических текстов и 100 народных мелодий, записанных на фонографические валики. Материалы экспедиции позволили Г. Гасанову написать научную работу «Песни аварцев», законченную в 1927 году. Г. Гасанов сделал доклад на заседании этнографической секции Государственного института музыкальной науки (ГИМН) в Москве в августе 1927 года и получил признание научной общественности. Г. Гасанову была присвоена степень члена-корреспондента ГИМНа. В том же 1927 году вышел составленный Г. Гасановым, М. Джамаловым сборник «Мотивы дагестанского танца: 12 лезгинок, исполняемых зурнами».
Г.Гасанов был учителем таких дагестанских музыкантов, как Сергей Агабабов, Сейфулла Керимов, Мурад Кажлаев, Ширвани Чалаев и др. Г. Гасанов открыл в 1926 году в Махачкале музыкальный техникум (ныне — училище, носит имя Г.Гасанова). Г. Гасанов считается создателем Союза композиторов Дагестана.
В 1935—1938 и в 1947—1953 годах руководил Ансамблем песни и танца Дагестанской АССР; в 1943—1947 годах заведовал музыкальной частью Кумыкского музыкально-драматического театра.
В 1955—1962 — председатель правления Союза композиторов ДАССР.
Составитель сборников «Сто дагестанских народных песен» (Махачкала, 1948), «Кумыкские йыры и сарыны» (М., 1956) и др.
Основоположник дагестанского профессионального музыкального творчества, Гасанов является одним из первых представителей музыкальной культуры Дагестана, пропагандистом произведений русской и классической музыки. Оказал большое влияние на формирование как профессионала известного дагестанского композитора С. Агабабова.
Готфрид Гасанов — автор первых дагестанских произведений музыкально-театральных жанров, им написаны детский балет «Карачач», опера «Хочбар», песни для пьес «Айгази», «Любовь Асият» и др.
В 1963 году Гасанов переехал из Махачкалы в Москву, но это не изменило главной сути его творчества как художника глубоко национального. «Мои творческие связи с Дагестаном — это главное, что призывает меня к жизни — написал он из Москвы, — Буду писать только на дагестанские темы. Я очень люблю Дагестан и наш народ».
Г. А. Гасанов умер 28 мая 1965 года в Москве. Похоронен в Дагестане — его могила у самого подножья горы Тарки-Тау. На памятнике высечена мелодия медленной части из его Первого фортепианного концерта.

## Оценка творчества
Творчество Г. Гасанова было высоко оценено: он дважды лауреат Сталинской премии СССР (1949 и 1951 гг.); ему были присвоены почётные звания заслуженного деятеля искусств РСФСР и ДАССР. Именем Готфрида Гасанова названо Махачкалинское музыкальное училище. В 1985 году именем композитора названо судно класса ро-ро «Композитор Гасанов».

## Сочинения
- Опера — Хочбар (ок. 1937);
- детский балет — Карачач (Чернокосая, 1945);
- музыкальные комедии — Юрек сюйсе (Если сердце захочет, 1945, Кумыкский муз.-драм. т-р), Терек тюпде (Под деревом, 1959, там же);
- оратория — Джигиты Дагестана (1943);
- 2 кантаты — Дагестанская кантата о Сталине (на слова Р. Г. Гамзатова, 1949); Горы поют (1961);
- сочинение для оркестра — Дагестанская фантазия (1942);
- два концерта для ф-но с орк. (1948; 1959);
- рапсодии — для фп. с орк. (1963), для альта с орк. (1965);
- симф. танцы (1963);
- три кумыкских песни (1964);
- фортепианные миниатюры — Лирические пьесы (изд., 1956);
- 24 прелюдии (1963);
- сюита для двух фортепиано (1954),
- камерные произв.;
- соч. для оркестра даг. нар. инструментов;
- романсы, песни;
- музыка к драм. спектаклям и кинофильмам.

## Награды и премии
- Сталинская премия второй степени (1949) — за концерт для фортепиано с оркестром (1948)[5]
- Сталинская премия третьей степени (1951) — за «Дагестанскую кантату о Сталине» (1949)
- Заслуженный деятель искусств РСФСР (1960)
- Заслуженный деятель искусств Дагестанской АССР (1943)